# Palythoa

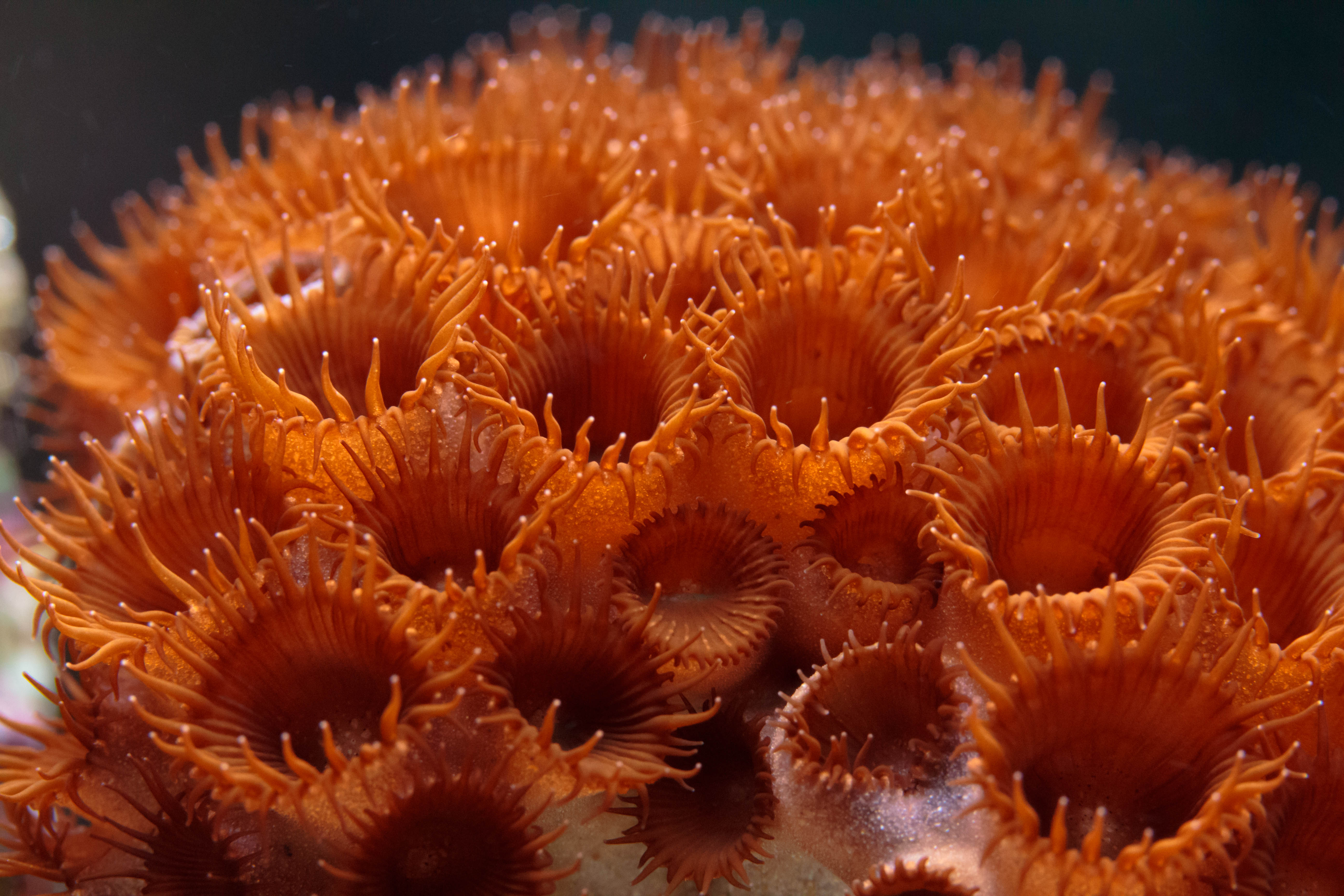
Palythoa sp.

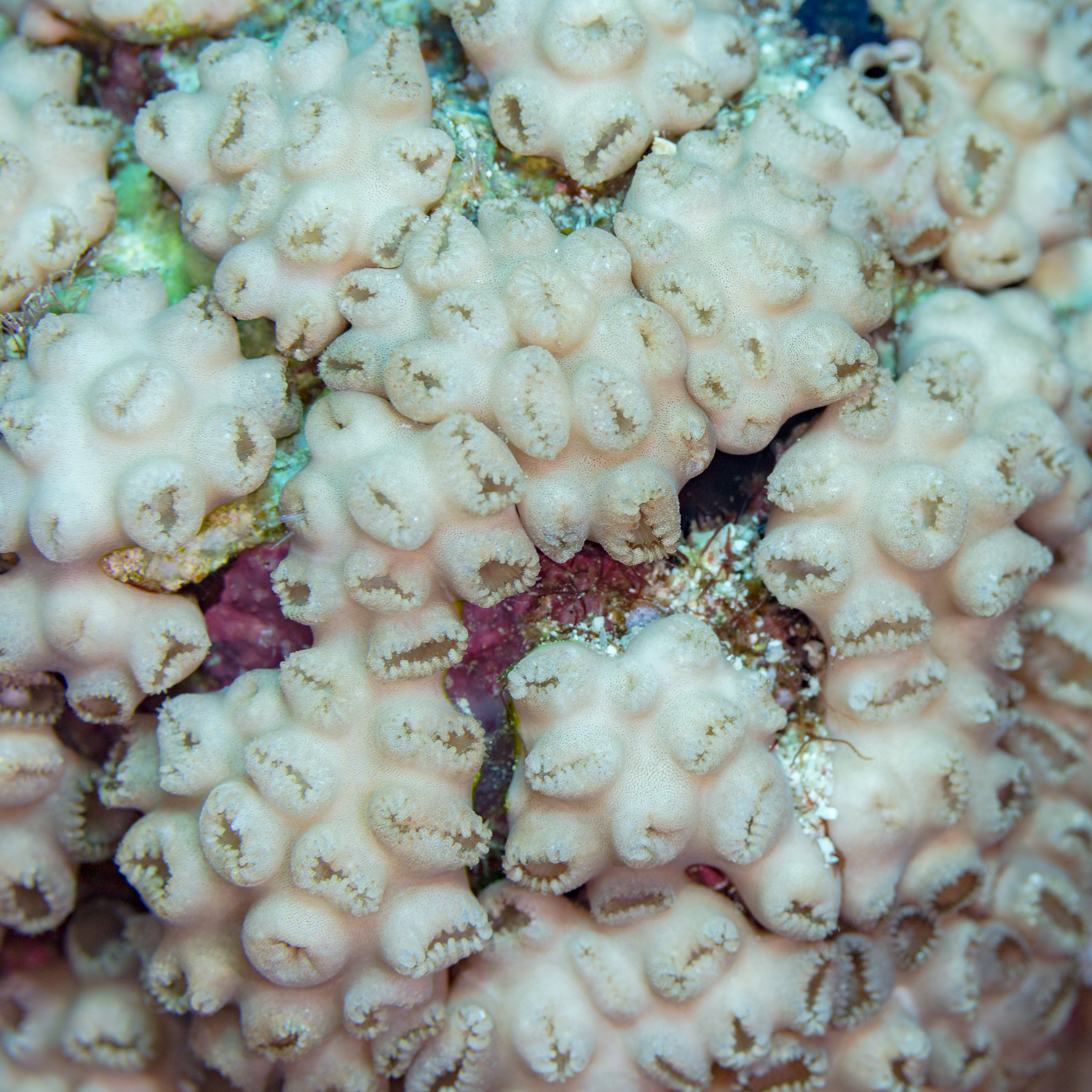
Palythoa tuberculosa.

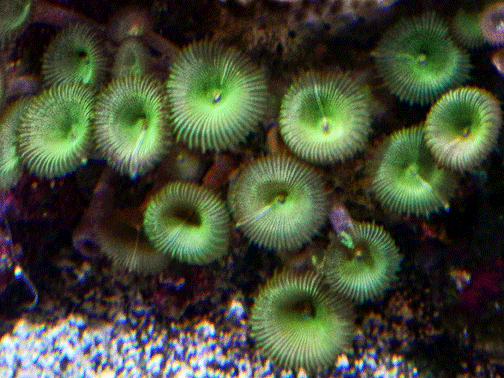
Palythoa sp. en Samoa Americana.

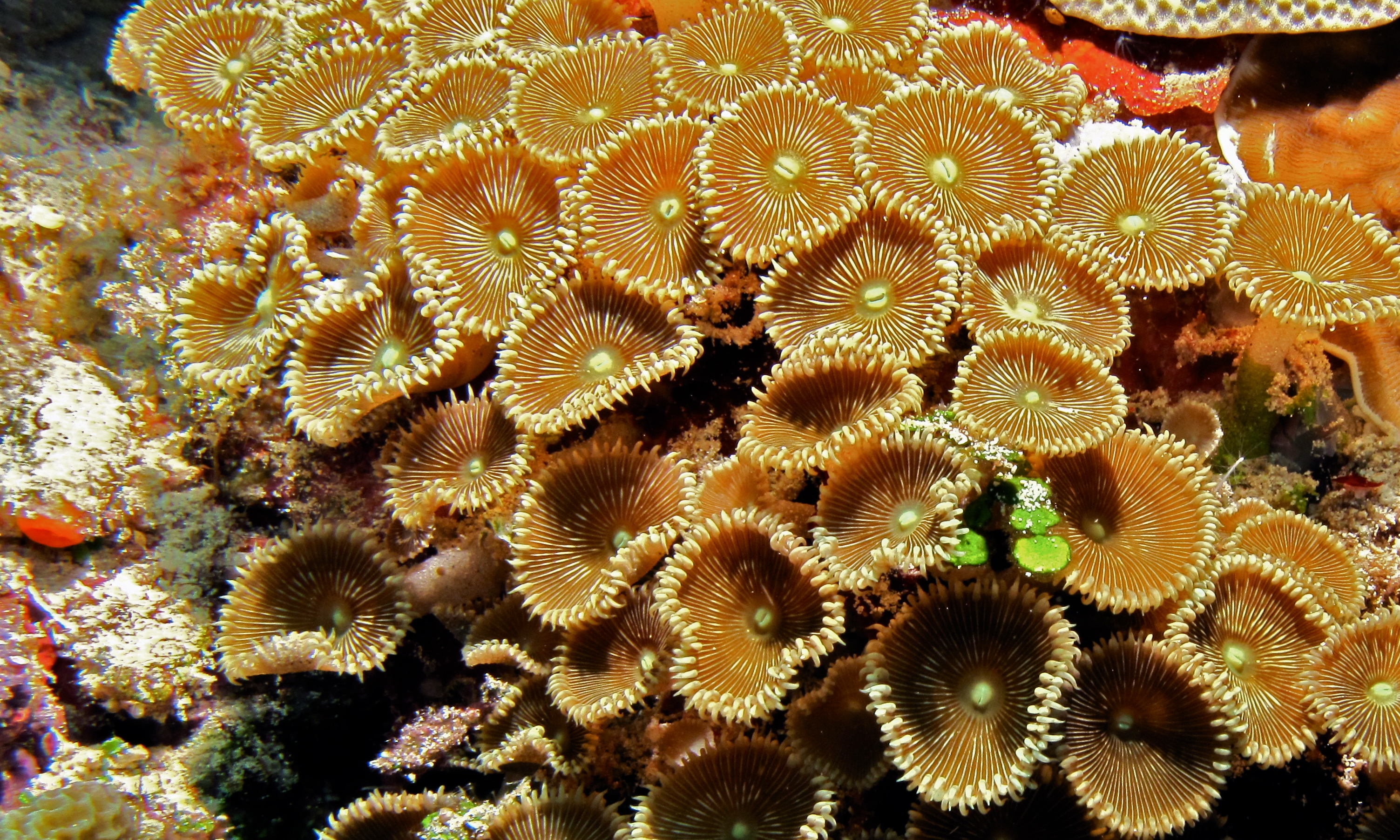
Palythoa sp. en Sulawesi, Indonesia.

Palythoa es un género de corales de la familia Sphenopidae, subclase Hexacorallia. 
Está enmarcado en los corales blandos, así denominados porque, al contrario de los corales duros del orden Scleractinia, no generan un esqueleto de carbonato cálcico, por lo que no son generadores de arrecife de coral. 
Su nombre común en inglés es moon polyps, pólipos luna, o sea mat, alfombra marina. También se les denomina anémonas incrustantes.

## Especies
El Registro Mundial de Especies Marinas acepta las siguientes especies válidas: 

| - Palythoa aggregata. Lesson, 1830 - Palythoa anneae. Carlgren, 1938 - Palythoa anthoplax. Pax & Müller, 1957 - Palythoa arenacea. Heller, 1868 - Palythoa argus. Ehrenberg, 1834 - Palythoa aspera. Pax, 1909 - Palythoa atogrisea. Pax, 1924 - Palythoa australiae. Carlgren, 1937 - Palythoa australiensis. Carlgren, 1950 - Palythoa bertholeti. Gray, 1867 - Palythoa brasiliensis. Heider, 1899 - Palythoa braunsi. Pax, 1924 - Palythoa brochi. Pax, 1924 - Palythoa buitendijkl. Pax, 1924 - Palythoa caesia. Dana, 1846 - Palythoa calcaria. Muller, 1883 - Palythoa calcigena. Pax, 1924 - Palythoa calycina. Pax, 1909 - Palythoa canalifera. Pax, 1908 - Palythoa canariensis. Haddon & Duerden, 1896 - Palythoa cancrisocia. Martens, 1876 - Palythoa capensis. Haddon & Duerden, 1896 - Palythoa caracasiana. Pax, 1924 - Palythoa caribaeorum. (Duchassaing & Michelotti, 1860) - Palythoa ceresina. Pax & Muller, 1956 - Palythoa chlorostoma. Pax & Muller, 1956 - Palythoa cingulata. Milne Edwards, 1857 - Palythoa clavata. (Duchassaing, 1850) - Palythoa complanata. Carlgren, 1951 - Palythoa congoensis. Pax, 1952 - Palythoa dartevellei. Pax, 1952 - Palythoa densa. Carlgren, 1954 - Palythoa denudata. Dana, 1846 - Palythoa dura. Carlgren, 1920 - Palythoa durbanensis. Carlgren, 1938 - Palythoa dysancrita. Pax & Muller, 1956 - Palythoa eremita. Pax, 1920 - Palythoa fatua. Schultze, 1867 - Palythoa flavoviridis. Ehrenberg, 1834 - Palythoa fuliginosa. Dana, 1846 - Palythoa fusca. (Duerden, 1898) - Palythoa glareola. (Lesueur, 1817) - Palythoa glutinosa. Duchassaing & Michelotti, 1864 - Palythoa grandiflora. (Verrill, 1900) - Palythoa grandis. (Verrill, 1900) - Palythoa gregorii. Haddon & Duerden, 1896 - Palythoa gridellii. Pax & Muller, 1956 - Palythoa guangdongensis. Zunan, 1998 | - Palythoa guinensis. von Koch, 1886 - Palythoa haddoni. Carlgren, 1937 - Palythoa halidosis. Pax, 1952 - Palythoa hartmeyeri. Pax, 1910 - Palythoa heideri. Carlgren, 1954 - Palythoa heilprini. (Verrill, 1900) - Palythoa heliodiscus. (Ryland & Lancaster, 2003) - Palythoa horstii. Pax, 1924 - Palythoa howesii. Haddon & Shackleton, 1891 - Palythoa hypopelia. Pax, 1909 - Palythoa ignota. Carlgren, 1951 - Palythoa incerta. Carlgren, 1900 - Palythoa insignis. Carlgren, 1951 - Palythoa irregularis. Duchassaing & Michelotti, 1860 - Palythoa isolata. Verrill, 1907 - Palythoa javanica. Pax, 1924 - Palythoa kochii. Haddon & Shackleton, 1891 - Palythoa leseuri. Klunzinger, 1877 - Palythoa leucochiton. Pax & Muller, 1956 - Palythoa liscia. Haddon & Duerden, 1896 - Palythoa mammillosa. (Ellis & Solander, 1786) - Palythoa mizigama Irei, Sinniger & Reimer, 2015 - Palythoa monodi. Pax & Muller, 1956 - Palythoa multisulcata. Carlgren, 1900 - Palythoa mutuki. (Haddon & Shackleton, 1891) - Palythoa natalensis. Carlgren, 1938 - Palythoa nelliae. Pax, 1935 - Palythoa nigricans. McMurrich, 1898 - Palythoa oorti. Pax, 1924 - Palythoa psammophilia Walsh & Bowers, 1971 - Palythoa senegalensis. Pax & Muller, 1956 - Palythoa senegambiensis. Carter, 1882 - Palythoa shackletoni. Carlgren, 1937 - Palythoa sinensis. Zunan, 1998 - Palythoa singaporensis. Pax & Müller, 1956 - Palythoa spongiosa. Andres, 1883 - Palythoa stephensoni. Carlgren, 1937 - Palythoa texaensis. Carlgren & Hedgpeth, 1952 - Palythoa titanophila. Pax & Müller, 1957 - Palythoa toxica. Walsh & Bowers, 1971 - Palythoa tropica. Carlgren, 1900 - Palythoa tuberculosa. (Esper, 1791) - Palythoa umbrosa Irei, Sinniger & Reimer, 2015 - Palythoa variabilis. (Duerden, 1898) - Palythoa wilsmoorei. Wilsmore - Palythoa xishaensis. Zunan, 1998 - Palythoa yongei. Carlgren, 1937 - Palythoa zanzibarica. Carlgren |

## Galería

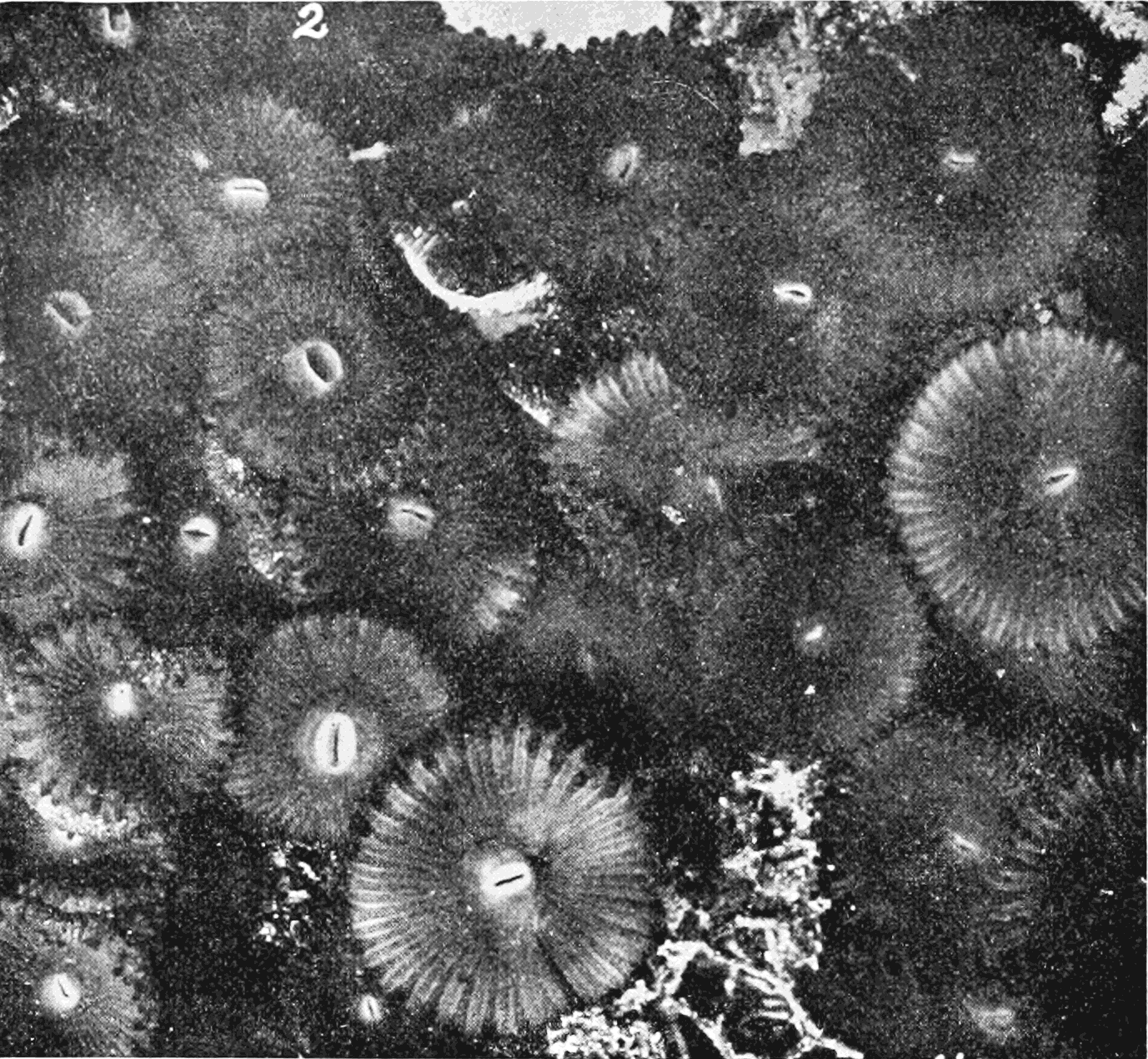
Palythoa grandiflora
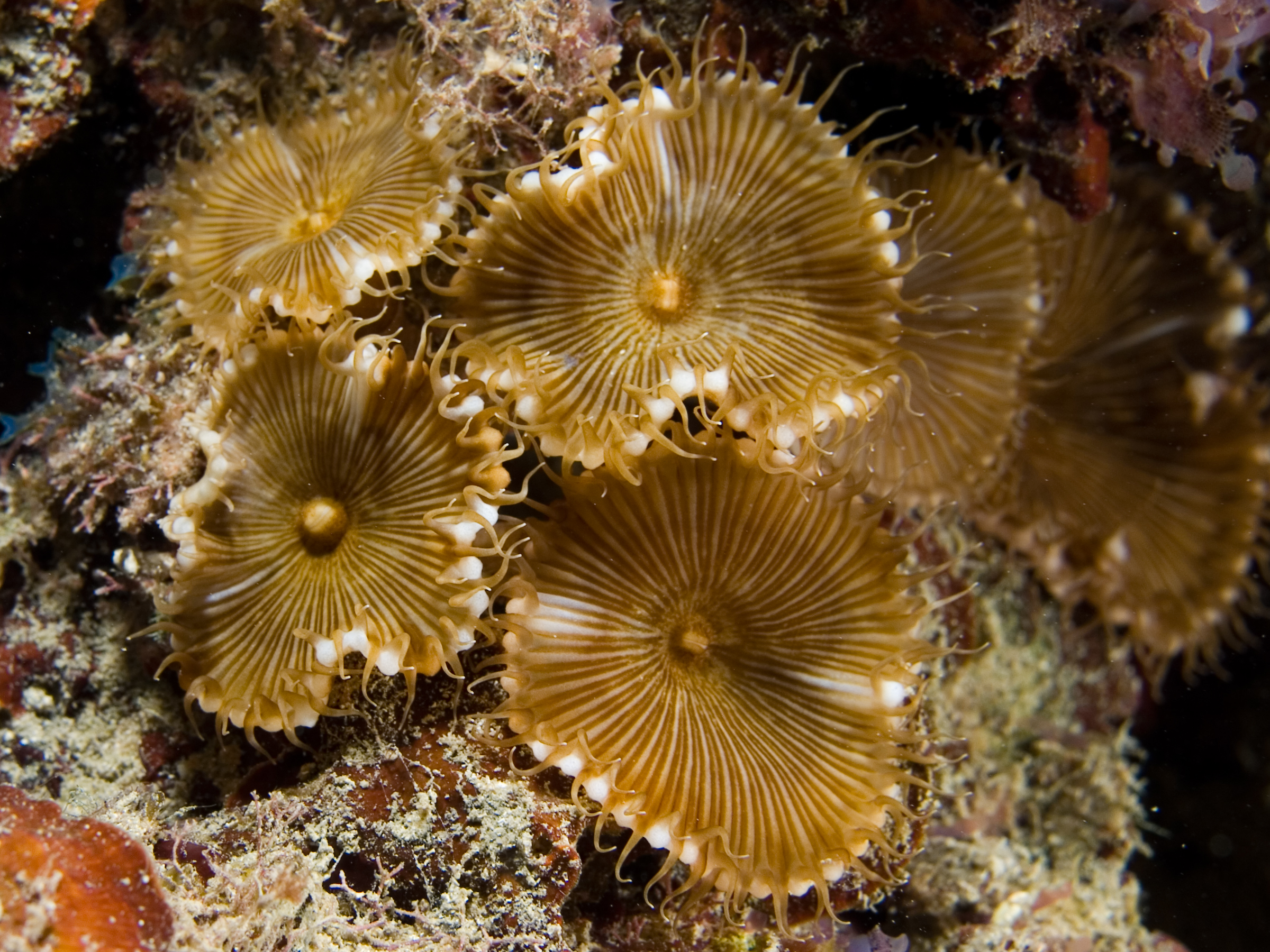
Palythoa grandis
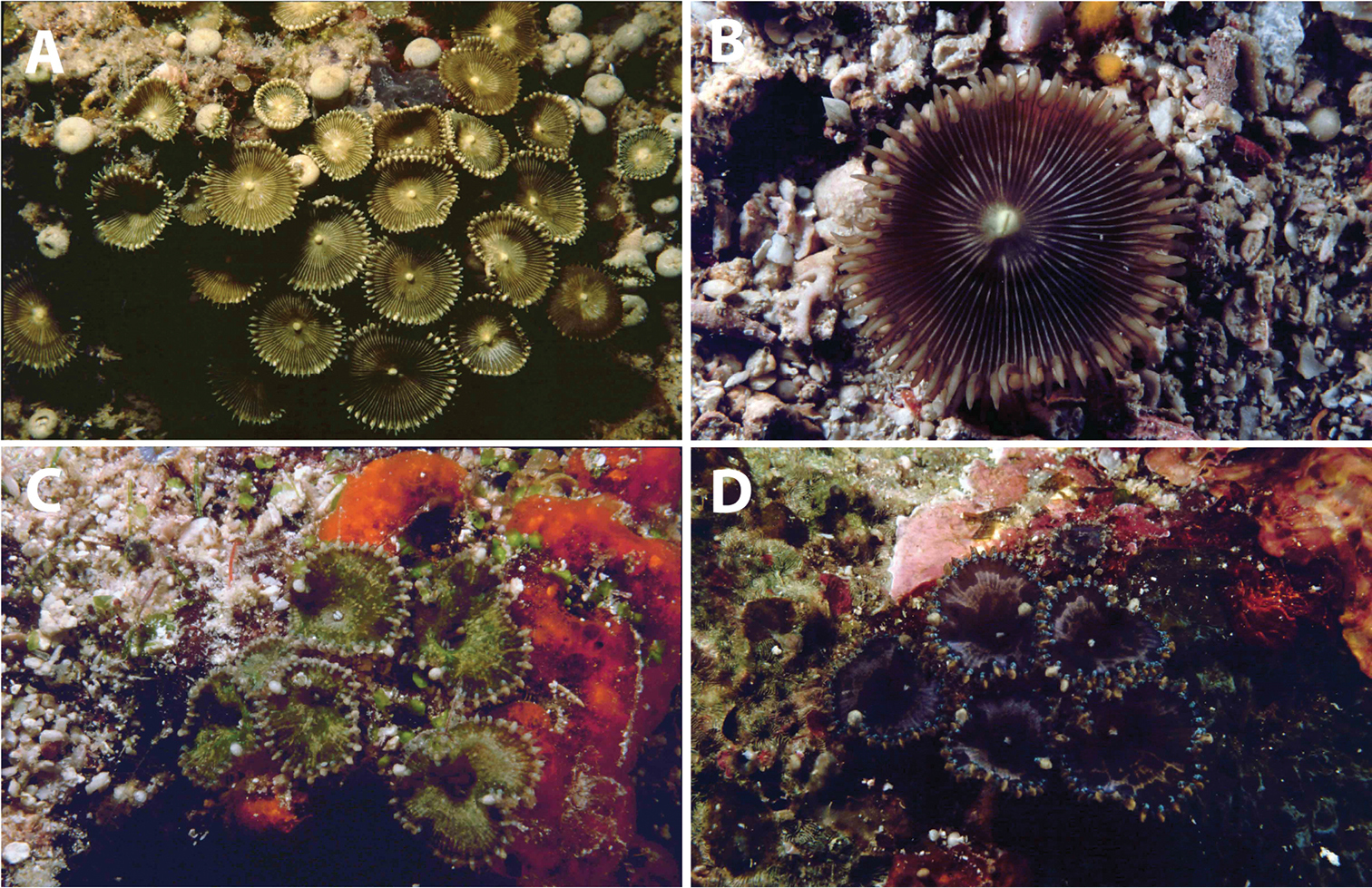
Palythoa heliodiscus
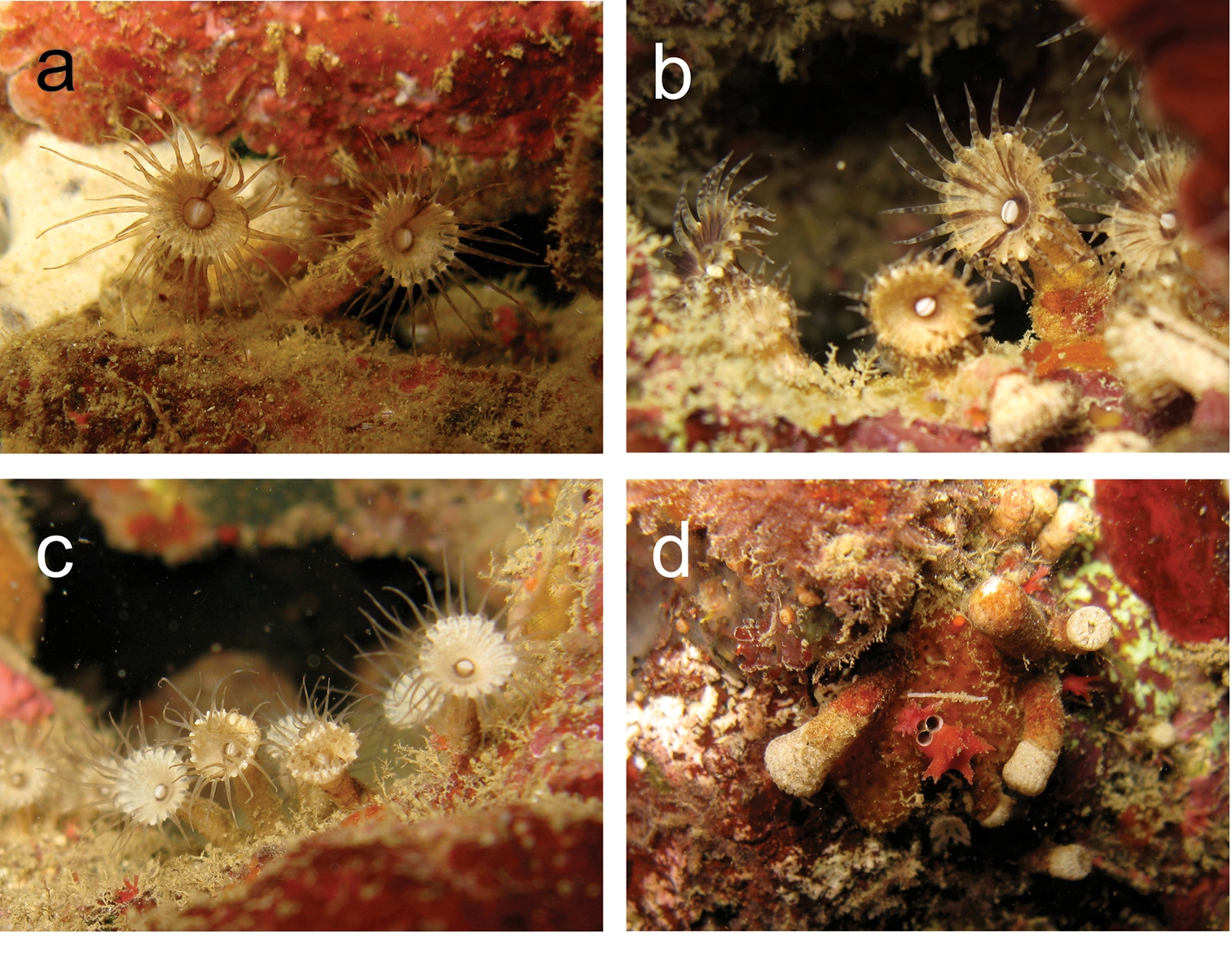
Palythoa mizigama
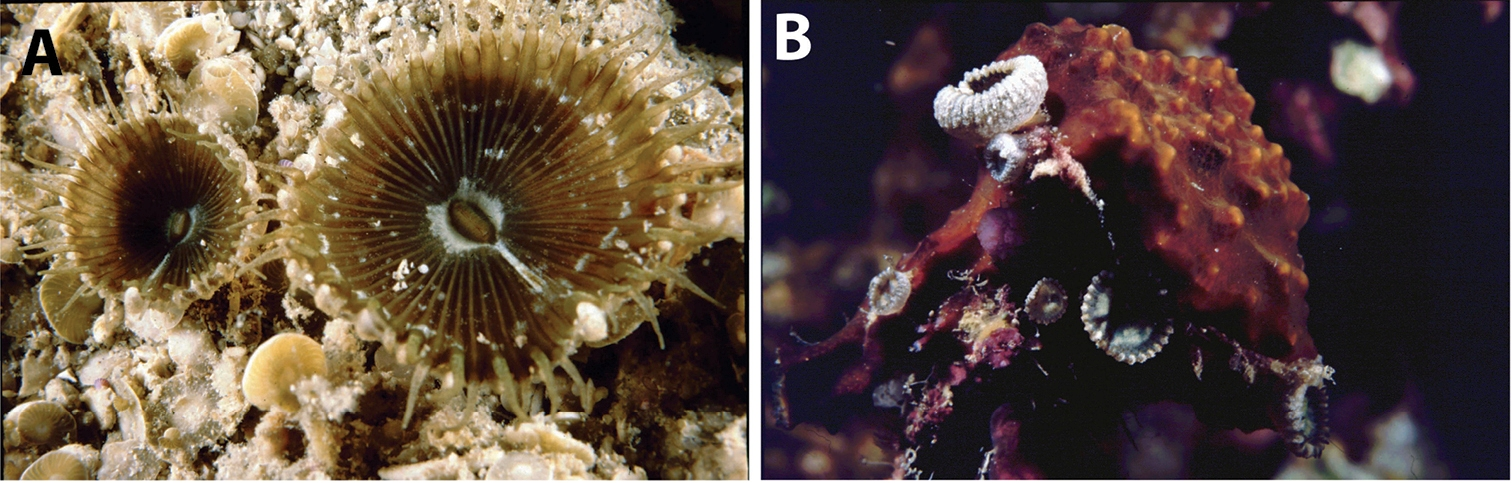
Palythoa mutuki
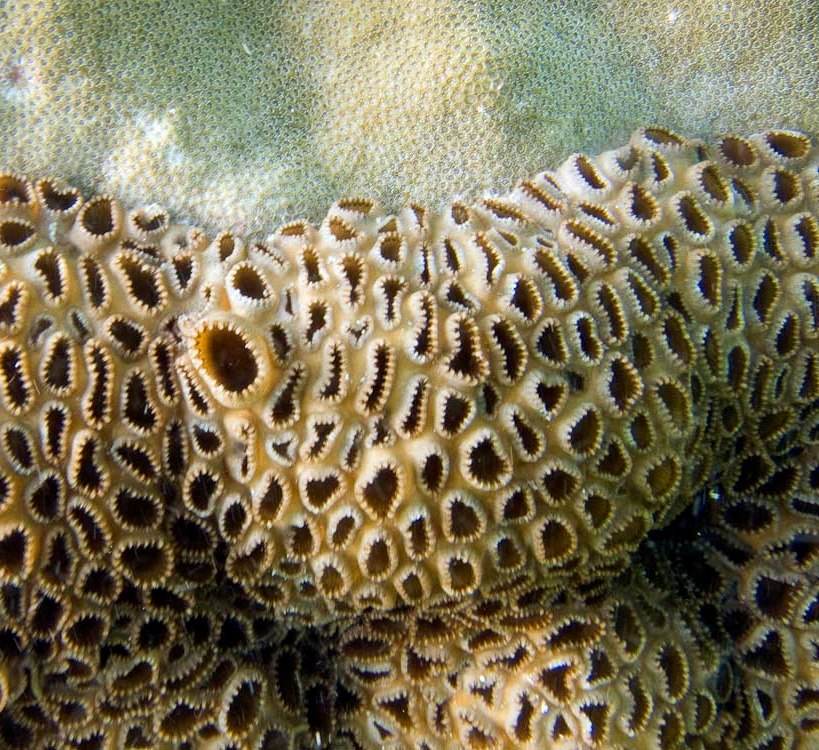
Palythoa tuberculosa
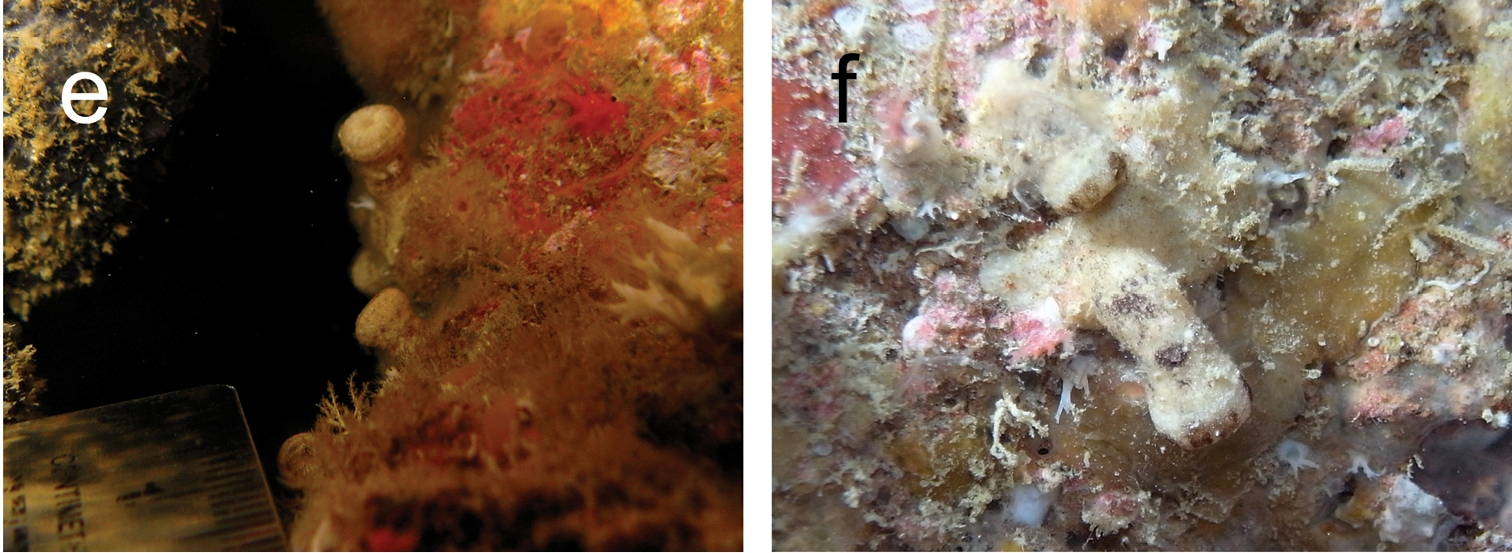
Palythoa umbrosa
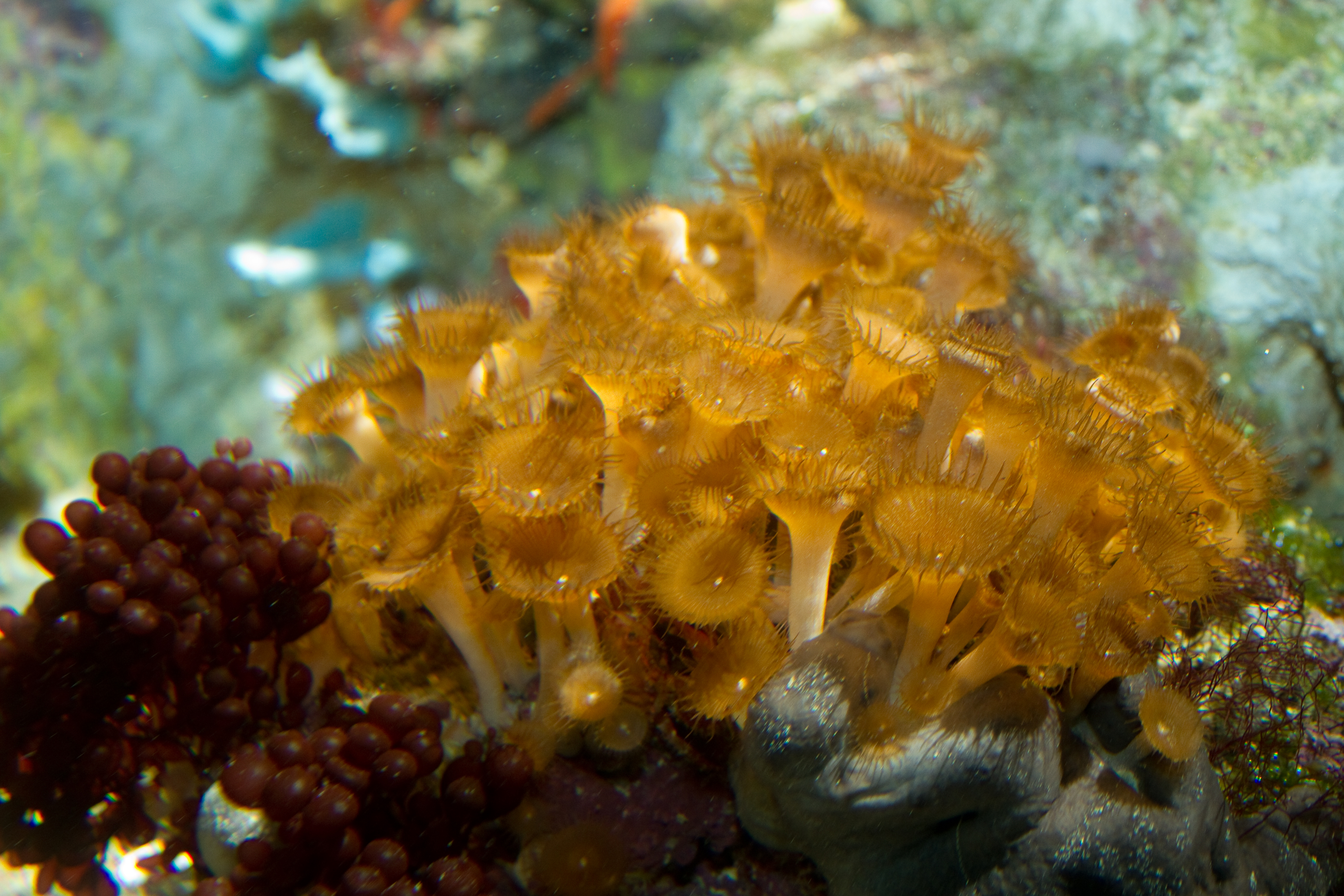
Palythoa variabilis

## Morfología

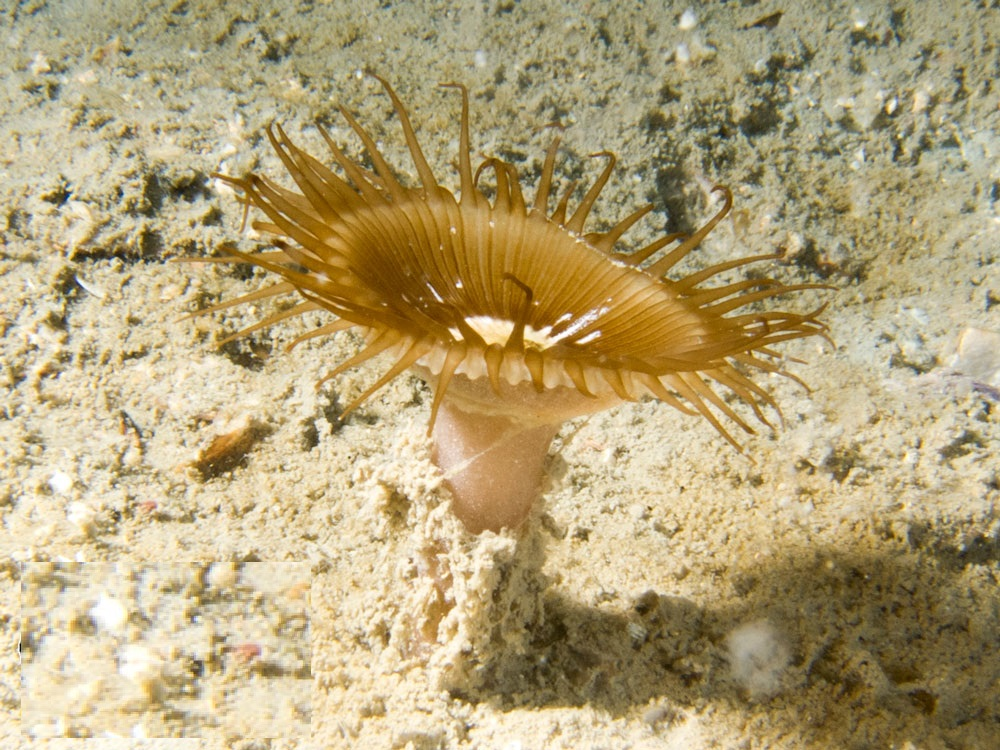
Pólipo aislado de Palythoa mutuki en Koh Phangan, Tailandia

Son pólipos individuales con la misma estructura morfológica que las anémonas marinas. De hecho, se les denomina anémonas incrustantes. La columna alcanza los 5 cm y el disco oral, incluyendo los tentáculos, de 0,5 a 3 cm, según la especie. Estos pueden ser cortos y redondeados en sus extremos, o finos y alargados; y siempre radiados desde el exterior del disco oral.
Los pólipos pueden conectarse entre sí a través del cenénquima, un tejido común en la base, a modo de alfombra, que los zoantidos utilizan para desarrollar la colonia. Las colonias tienen un tamaño entre 10 y 30 cm y están formadas por diversos pólipos fijados a rocas o esqueletos de coral duro, e incluso en otras especies de coral vivo, que son atacadas por los nematocistos de los tentáculos del Palythoa.
La coloración del disco oral y de los tentáculos suele ser marrón, amarillo, café, crema o blanco. La intensidad del color varia según la iluminación.

## Hábitat y distribución
Prefieren zonas de corrientes fuertes, y, la mayoría de especies, también bien iluminadas. Normalmente anclados en rocas y corales muertos o al sustrato. Su rango de profundidad es de 0 a 2.160 m, y el rango de temperatura entre 2.24 y 28.50 °C.
El género Palythoa se extiende por todas las aguas tropicales y templadas, en el Indo-Pacífico y en el Atlántico, con más profusión en el Caribe y el Pacífico oeste.

## Alimentación
Sus tejidos corporales contienen gran cantidad de algas simbióticas (mutualistas: ambos organismos se benefician de la relación) llamadas zooxantelas. Las algas realizan la fotosíntesis produciendo oxígeno y azúcares, que son aprovechados por los corales, y se alimentan de los catabolitos del coral(especialmente fósforo y nitrógeno). No obstante, se alimentan tanto de los productos que generan estas algas (entre un 75 y un 90%), como de las presas de plancton, que capturan ayudados de sus tentáculos.

## Reproducción

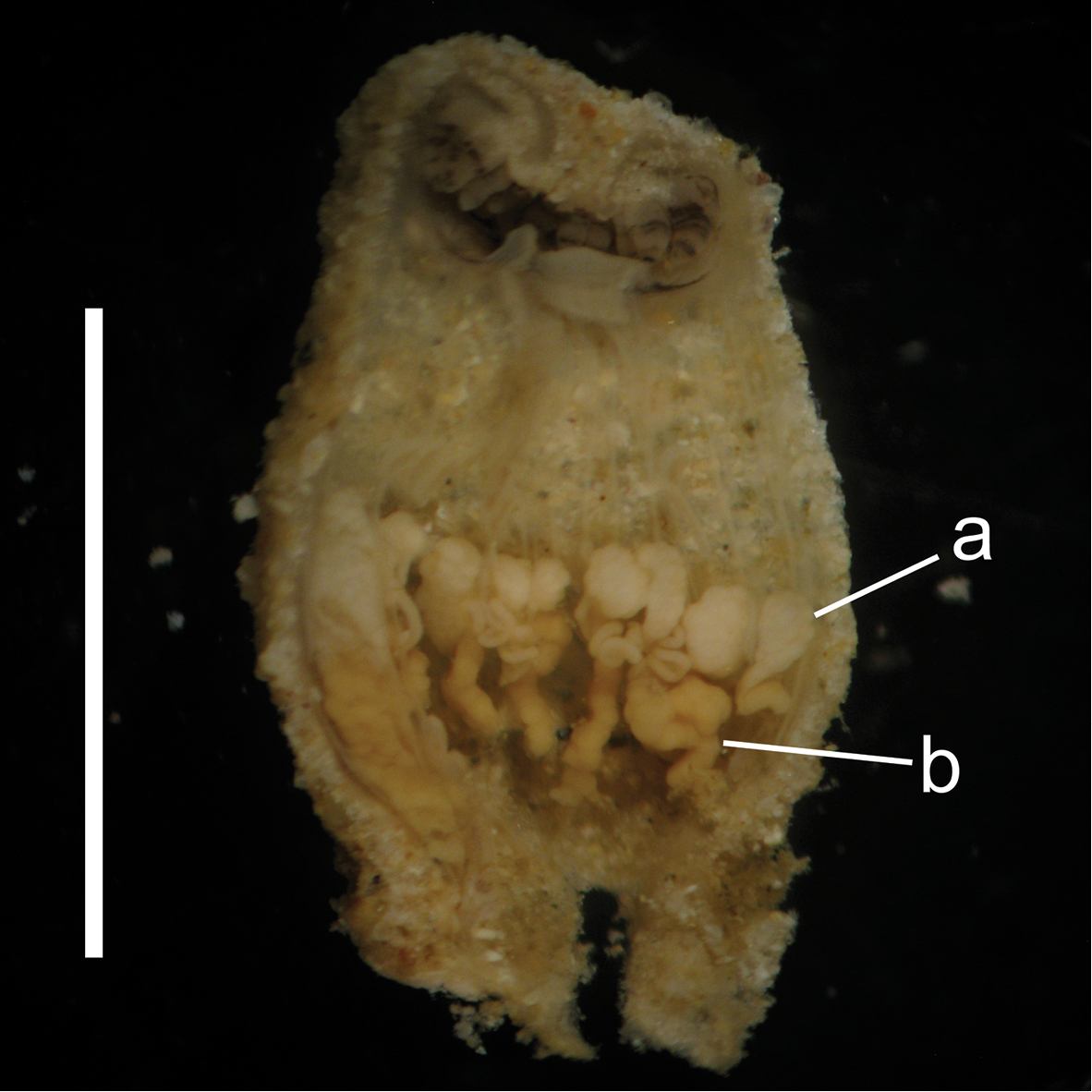
Sección longitudinal de un pólipo reproductivo de Palythoa mizigama, isla Okinawa, Japón. a: espermarios, b: ovarios. Barra de escala=0.5 cm.

Sexual y asexual, por clones y por esquejes. En la reproducción sexual hay especies que muestran un hermafroditismo secuencial protogínico, lo que significa que todos los individuos nacen hembras y algunos de ellos evolucionan a machos. Las colonias expulsan los huevos y el esperma a la columna de agua, siendo la fertilización externa, produciéndose una larva que evoluciona a forma pólipo, y, mediante reproducción asexual, conforma la colonia. 

## Mantenimiento
Son de los corales más resistentes a condiciones adversas del agua, recomendados para acuaristas principiantes. Se adaptan asimismo a diferentes intensidades lumínicas. La corriente debe ser de moderada a fuerte.
Conviene "desparasitar" la colonia, con baños de agua dulce, previamente a su introducción en el acuario, pues las aiptasias y gusanos de fuego suelen encontrar refugio en ellos.